# 中国铁路31型客车
中国铁路31型客车是中国铁路的市郊用铁路客车。

## 概述
中国铁路31型客车一般用于城市市区和郊区之间的通勤列车，于1964年进行生产。31型客车基本不用于一般客运，存量稀少。除市郊通勤列车外，也有国铁铁路行包快运专列使用31型客车。
该型车只有YZ31型硬座客车和CA31型餐车少数几种，硬座车定员为300人。其车内座位布局与地铁列车相仿为打直座位，车门采用对开式拉门，位于两个转向架之间，不同于标准22型客车的位于两端车门，采用203型D轴转向架。车辆自重51吨，载重21吨，车长24.5米，换长2.2。

## 關連條目
- 中国铁路22型客车

## 外部連結
- 中國鐵路客車圖鑑 その他の系列（日文）
- 我们的火车站 31型客车：YZ31硬座車（页面存档备份，存于）、YZ31D硬座車（页面存档备份，存于）